# 카세르타궁

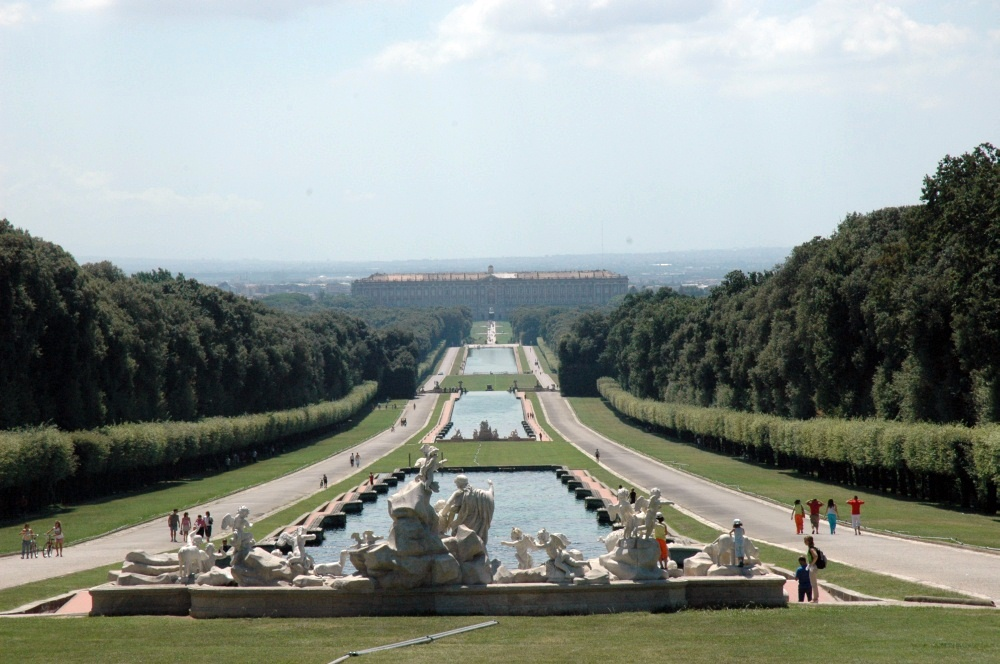
카세르타 궁전

카세르타 궁전은 이탈리아의 궁전으로 나폴리의 부르봉 왕가를 위해 지어진 궁전이다. 18세기에 지어진 궁전들 가운데 현존하는 것으로는 전 유럽에서 가장 큰 궁전으로 여긴다. 1996년에 유네스코 세계유산으로 지정되었는데 궁전은 바로크 양식의 대미를 살려 백조와 같다는 평을 받고 있다.

## 역사

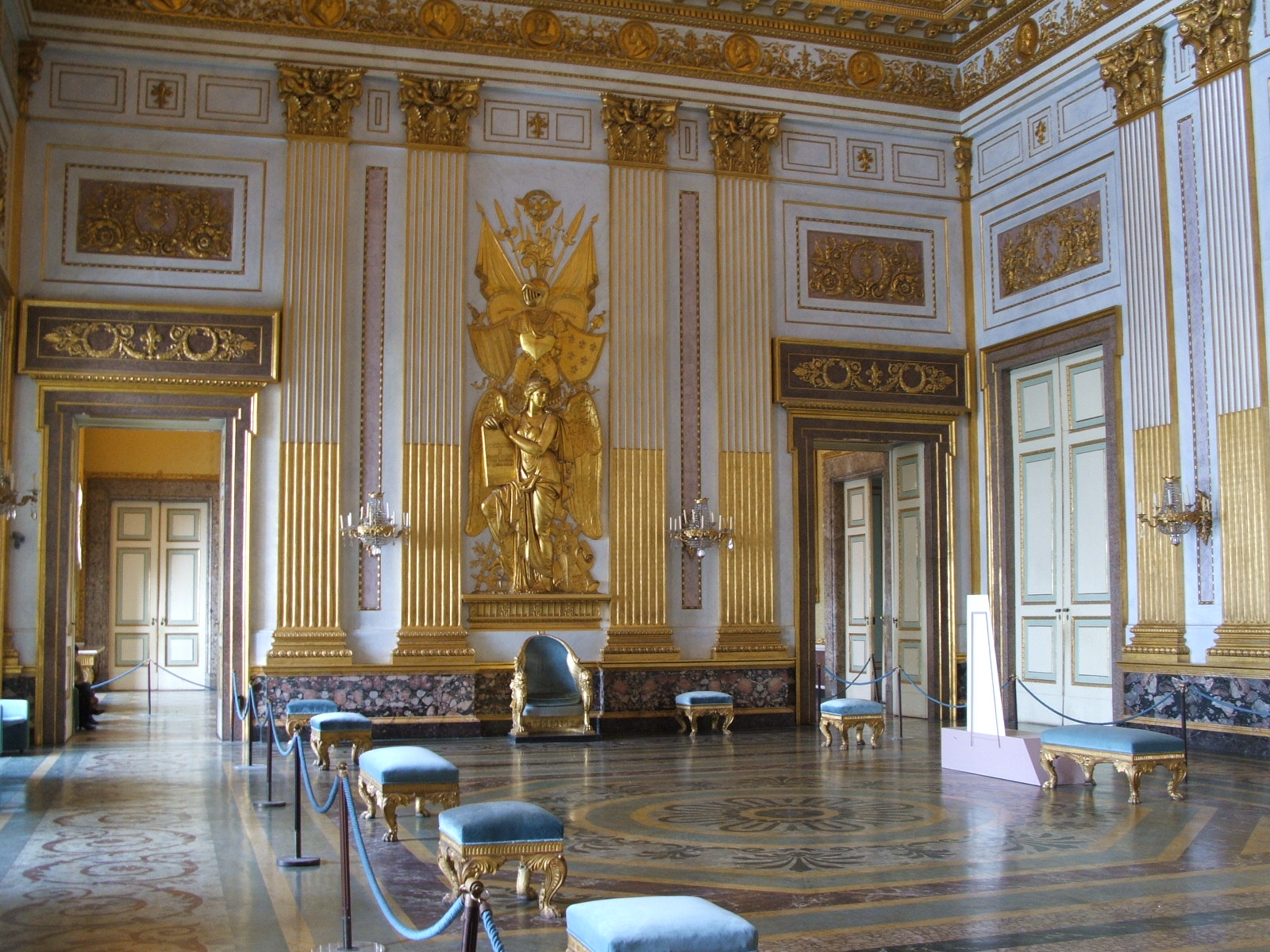
왕실

건설은 1752년 나폴리의 카를로 7세 때 시작하였으며 왕은 직접 건축을 맡긴 루이지 반비텔리와 상당히 많은 관심을 기울였다. 그의 노력에도 불구하고 그는 나폴리의 왕을 포기하고 스페인으로 왕가 계승을 위해 떠났다. 때문에 건축은 그의 세 번째 아들이자 후계자였던 페르디난도 4세가 맡게 되었다.
반비텔리는 왕의 침소와 궁정/정부 기능을 모두 합칠 수 있는 건물을 짓고자 하였다. 특별히 바로크 양식을 가미하고자 하였는데 마드리드에 있는 스페인 왕궁이 주요 모델이 되었다. 사실 카를로 7세가 어렸을 때 살았던 곳이었기에 이곳을 모태로 삼으려는 발상이 자연스럽게 나왔을 것이 아닌가 한다.
카세르타에 왕국의 정치/행정 수도를 짓고자 하는 이유에서 해안으로부터 공격이 있을 경우를 대비하였다. 전용 극장과 대도서관, 도서관까지 짓도록 하였다.
1773년 건설자이던 반티벨리가 죽으면서 그의 아들이던 카를로가 1780년까지 완성하게 되었다. 완성되었을 때 궁전 전체에 1,200개의 방과 24개의 궁정 건물이 있었다고 전한다.
훗날 궁전의 확장과 개보수를 대비하여 건설지 인근의 10km 정도 안의 거주민이 거주지를 이동하였다. 산 루치오(San Leucio)에 있던 실크 공장은 거대한 궁전 정원의 전각이 되도록 바뀌었다.

## 개관

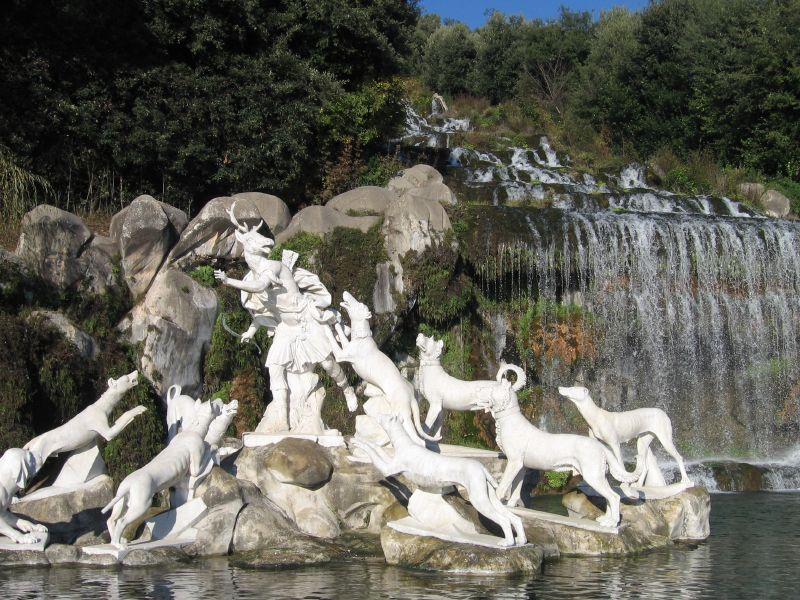
폭포 앞의 악테온(Actaeon) 조각

전체 사각형을 이루고 있는 궁궐은 247 x 184 m의 크기로 되어 있다. 내부가 4개의 큰 궁정으로 이뤄져 있으며 각기 3,800 m²이상의 크기로 되어 있다.
모든 궁정 거주지는 베르사유 궁전도 모태로 하였는데 원래의 궁전과도 상당히 비슷한 면모를 보여준다. 길면서도 거추장스럽지 않은 궁전의 전각이 파란 하늘과의 조화를 잘 이루고 있다. 부르봉 왕가의 바로크식 양식을 전형적으로 담고 있다고 볼 수 있다. 카세르타 궁전의 묘미는 왕의 방에 나타나는 웅장함이다. 후반기의 바로크 양식을 한껏 살린 모습도 나타나는데 정부 관저에서와 국부를 상징하는 내부 디자인 방식이 이를 증명하고 있다.
왕족이 거주하기에도 완벽한 곳으로 꼽히는 이곳은 나폴리 왕국의 공식 관저이면서 정부 공식청사, 국립도서관, 대학교, 국립극장이 지저분함 없이 나타나고 있다. 해안과 직접 마주하지 않고 내륙으로 들어와 있는 탓에 안전한 생활을 영유할 수 있을 뿐 하니라 앞에 병영도 마련되어 있다.
넓은 마차 통로로 쓰이던 출입로는 현재 도시의 자동차 도로로 쓰이고 있다.

## 공원
궁전 내의 정원은 바로크 양식을 가미하면서도 그 아름다움을 확장하였다. 일부는 언덕 비탈 쪽에 있기도 하지만 전체 부분은 120 ha 정도이다. 궁정 정원도 베르사유 궁전을 본땄다고 하지만 정원만큼은 베르사유 궁전을 앞지른다고 일컫는다. 궁정의 뒷부분에서부터 쭉 이어지는 궁정의 선상은 긴 선을 이루며 인공 분수와 작은 폭포를 마련해놓고 있기도 하다. 상부 부분은 영국식 정원이 있으며 런던에서 훈련받은 정원설계사 존 그래퍼(John Graefer)와 카를로 반티벨리가 맡았다.
다이아나 분수와 비너스 분수(1770-80), 돌고래 분수(1773-1780), 케레스 분수 등이 있다.

## 영화 촬영지
- 1999년: 스타워즈 에피소드 1에서 나부 왕국의 아미달라 여왕이 머물던 궁전으로 쓰였다.
- 2002년: 스타워즈 에피소드 II의 배경으로도 쓰였다.

이외에도 여왕의 방으로 머물던 곳이 미션 임파서블 3에서 바티칸 시티의 일부인 것으로 하여 영화에 나왔다. 영화 내에서 람보르기니 광장이라고 나왔던 곳이 카세르타 궁전 내부였다고 한다.

## 같이 보기
- 궁전